# Mission de retour d'échantillons

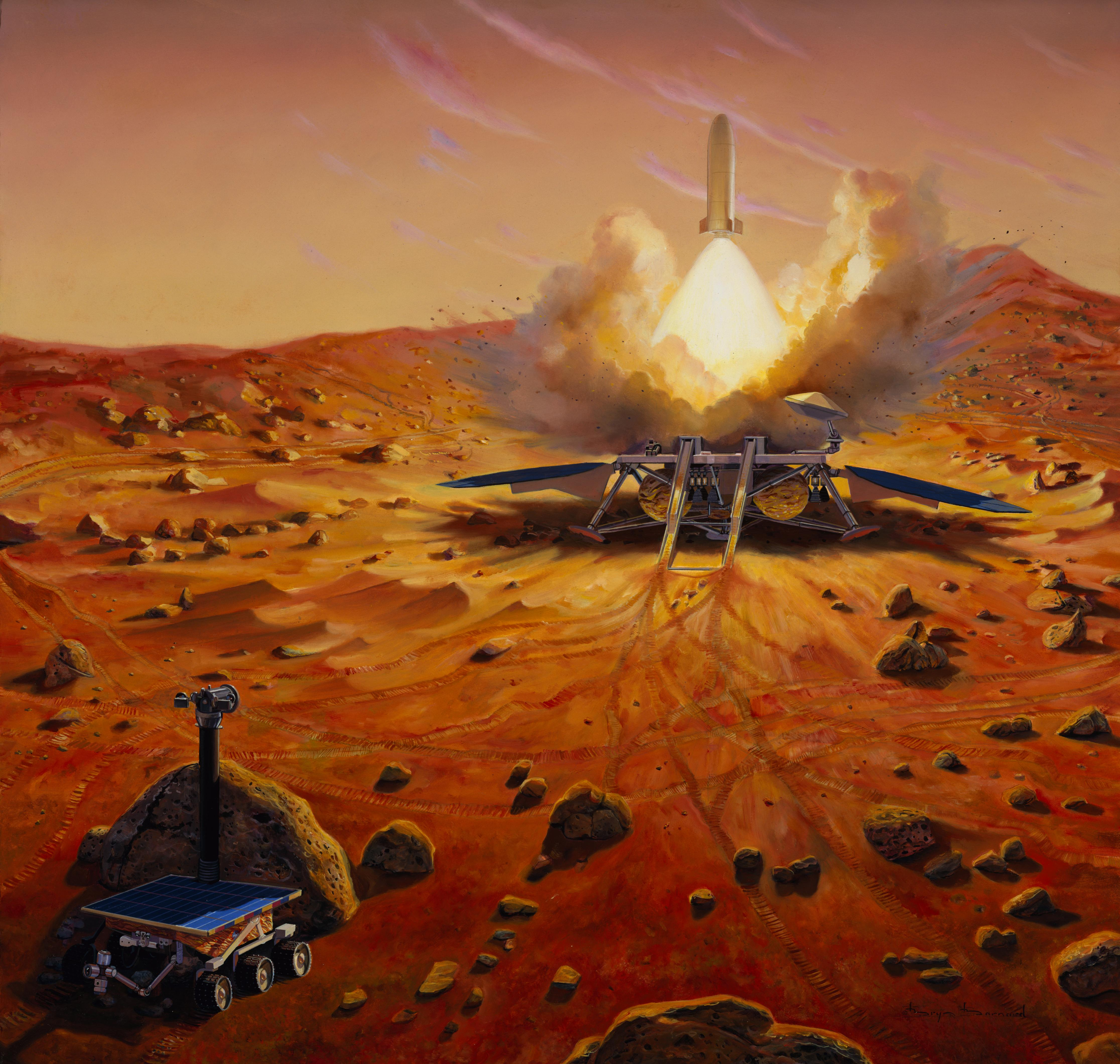
Vue d'artiste du décollage depuis la surface de Mars du lanceur ramenant des échantillons martiens.

Une mission de retour d'échantillons est une mission spatiale dont l'objectif est de ramener sur Terre à des fins d'analyses des échantillons d'un autre corps céleste — planète, comète, astéroïde — ou des particules interplanétaires ou interstellaires. Ce type de mission peut être réalisé par un robot (sonde spatiale) ou dans le cadre d'une mission avec équipage. Comparé à une étude réalisée sur place par les instruments d'un robot comme le rover martien Curiosity, le retour d'un échantillon de sol sur Terre permet d'effectuer des analyses avec une précision beaucoup plus importante, de manipuler l'échantillon et de modifier les conditions expérimentales au fur et à mesure des progrès de la technologie et de la connaissance.
Plusieurs missions de retour d'échantillons ont été menées à bien. Elles ont permis de ramener sur Terre des roches lunaires (missions spatiales avec équipage du programme Apollo, sondes spatiales du programme Luna, Chang'e 5), des échantillons du vent solaire (mission Genesis), de la queue d'une comète (Stardust) et d'un astéroïde (Hayabusa, Hayabusa 2). Plusieurs missions à destination de la Lune et d'astéroïdes sont en cours ou programmées dans la deuxième moitié de la décennie 2010 : OSIRIS-REx, Martian Moons Exploration, Mission de retour d'échantillons martiens, Zheng He, etc.. . Toutes ces missions comportent des difficultés : il faut selon la cible capturer des particules circulant à plusieurs km/s, réaliser un atterrissage automatique sur un corps pratiquement dépourvu de gravité ou au contraire pouvoir atterrir et redécoller depuis un puits de gravité important, mettre en œuvre un système de prélèvement fonctionnant dans un champ de gravité faible, enchainer des opérations complexes de manière automatique à cause de la distance qui ne permet à un opérateur de télécommander celles-ci, disposer d'un système de stockage sans contaminants pouvant préserver les caractéristiques des échantillons  et dans tous les cas effectuer une rentrée dans l'atmosphère terrestre à grande vitesse et avec une grande précision. Le retour sur Terre d'échantillons martiens qui constitue en 2014 l'un des objectifs les plus importants pour l'étude du Système solaire, n'a toujours pas été concrétisé pour des raisons à la fois financières et technologiques.

## Contexte
L'étude du système solaire constitue un objectif scientifique majeur. Il s'agit de comprendre comment notre système solaire s'est formé et d'en extrapoler des informations sur la structure de notre univers. Elle peut également nous fournir des indices précieux sur le processus d'apparition de la vie sur Terre et sur l'évolution future de notre planète par exemple en permettant de préciser  les mécanismes d'évolution du climat de la Terre. Enfin cette étude pourrait également déboucher sur la découverte de nouvelles formes de vie, qui donnerait un éclairage complètement nouveau dans le domaine de la biologie.
Jusqu'au début de l'exploration spatiale du système solaire (1958), nos connaissances sur les différents corps du système solaire reposent sur les observations effectuées à l'aide des télescopes terrestres et sur les études des météorites collectés à la surface de la Terre, fragments des corps célestes (comètes, astéroïdes, planètes) expulsés dans l'espace par différents types d'événements (débris d'impact d'une météorite sur un corps de plus grande taille, volcanisme, destruction du corps d'origine à la suite d'un impact, éjection depuis un corps céleste en rotation à gravité faible, composant de la queue d'une comète, débris d'une comète broyée par le champ de gravité du Soleil, ....). L'information obtenue est fragmentaire même si les débuts de la spectroscopie permettent de déterminer de manière partielle et grossière les principaux éléments chimiques présents à la surface de ces corps ou dans leur atmosphère. Les objets éloignés ou de petite taille sont hors de portée des télescopes les plus puissants tout comme la face cachée de la Lune.
Les premières sondes spatiales, qui ne font que survoler la Lune, Mars et Vénus, effectuent d'emblée une moisson de découvertes : image de la face cachée de la Lune montrant une dysmétrie étonnante, stérilité de Mars, enfer vénusien. L'amélioration des technologies spatiales permet de placer les premières sondes spatiales en orbite autour de la Lune, de Mars et de Vénus puis de lancer des sondes spatiales vers des destinations plus lointaines (planètes externes) ou plus difficiles d'accès (Mercure). Ces sondes spatiales emportent des caméras, des spectromètres observant dans différentes longueurs d'onde et d'autres instruments qui permettent d'obtenir à distance des informations sur la topographie et la structure (densité, répartition de la masse) de ces corps, la composition élémentaire, isotopique et moléculaire de leur surface et de leur atmosphère. Ces sondes spatiales découvrent une grande diversité de corps célestes : océans souterrains d'Europe et de Ganymède, chimie complexe de Titan, volcanisme de Io, etc.  Les engins spatiaux robotisés se raffinent et se posent à la surface de la Lune (programme Surveyor) puis de Mars (programme Viking, Mars 3) et de Vénus (programme Venera), permettant une étude in situ de la surface de ces corps. Les atterrisseurs Viking sont les premières sondes spatiales qui tentent une étude poussée d'échantillons du sol martien dans le but de détecter la présence d'organismes vivants mais l'instrument utilisé ne parvient pas à donner des informations exploitables. Les premiers engins se déplaçant à la surface sont les Lunakhod soviétiques au début des années 1970. Elles sont suivies des deux Mars Exploration Rover (2004) mais surtout de Mars Science Laboratory (2011).

## Apports d'une mission de retour d'échantillons
Une mission de retour d'échantillons permet de répondre à de nombreux besoins scientifiques qui ne peuvent être pris en charge par une étude effectuée sur place :
- les capacités limitées d'une sonde spatiale (masse des instruments, énergie disponible...) ne lui permettent d'emporter qu'un nombre restreint d'instruments de taille réduite, conçus pour une stratégie d'observation précise et dotés d'une résolution relativement faible ;
- en disposant d'échantillons sur Terre, on peut effectuer de nouvelles investigations pour bénéficier des progrès instrumentaux. Depuis que les échantillons du sol lunaire ont été ramenés dans le cadre du programme Apollo, des progrès considérables ont été faits dans la datation par l'analyse des isotopes ce qui permit de préciser l'âge de la Lune, comment et quand la croûte lunaire s'est formée, comment la Lune est liée au processus de formation de la Terre et quelle a été la durée de formation des planètes.
- de nouvelles théories scientifiques dans le domaine de la planétologie peuvent être testées en examinant les échantillons disponibles.

## Historique

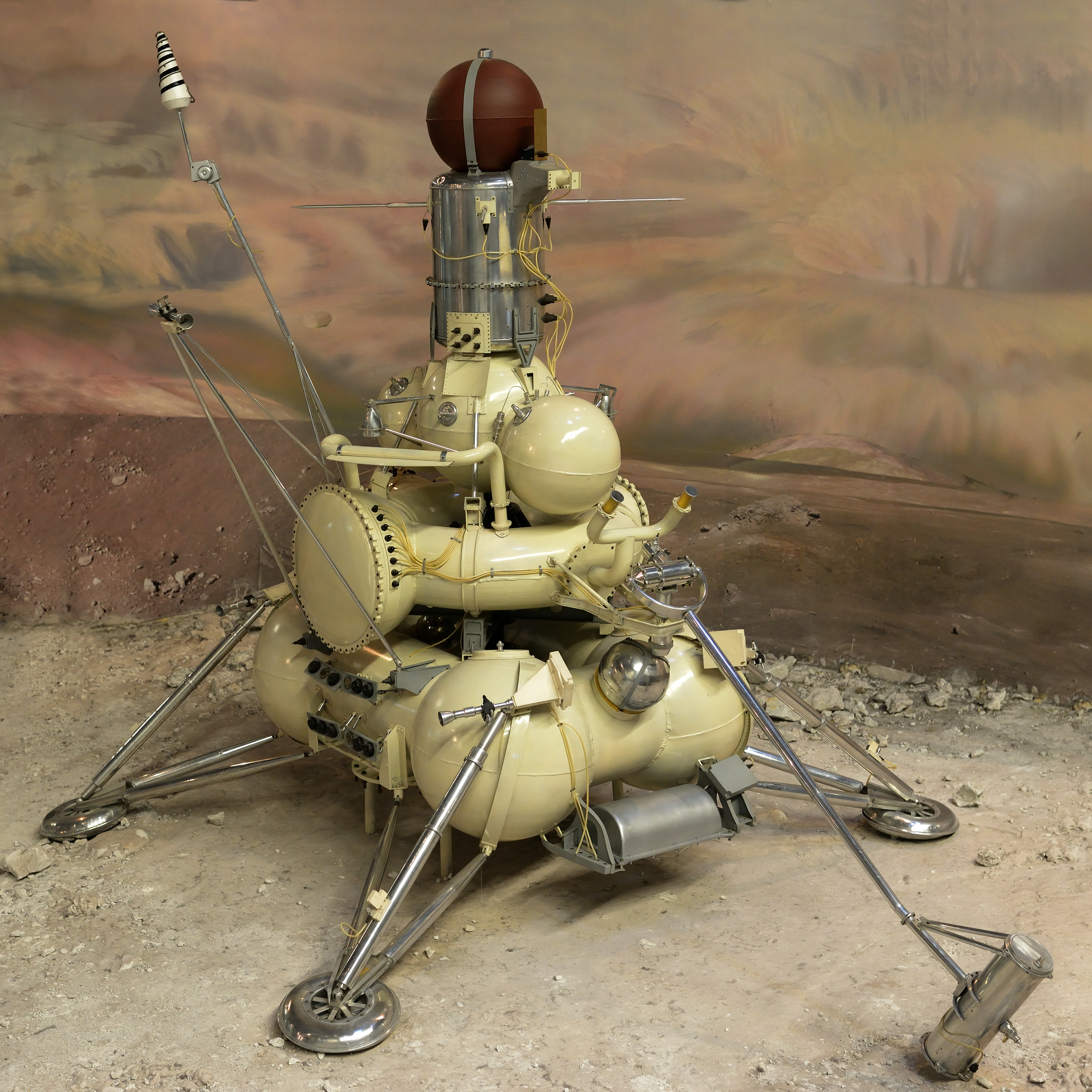
Maquette de l'atterrisseur lunaire Luna 16 et de son système de collecte et au sommet la capsule chargée du retour sur Terre.
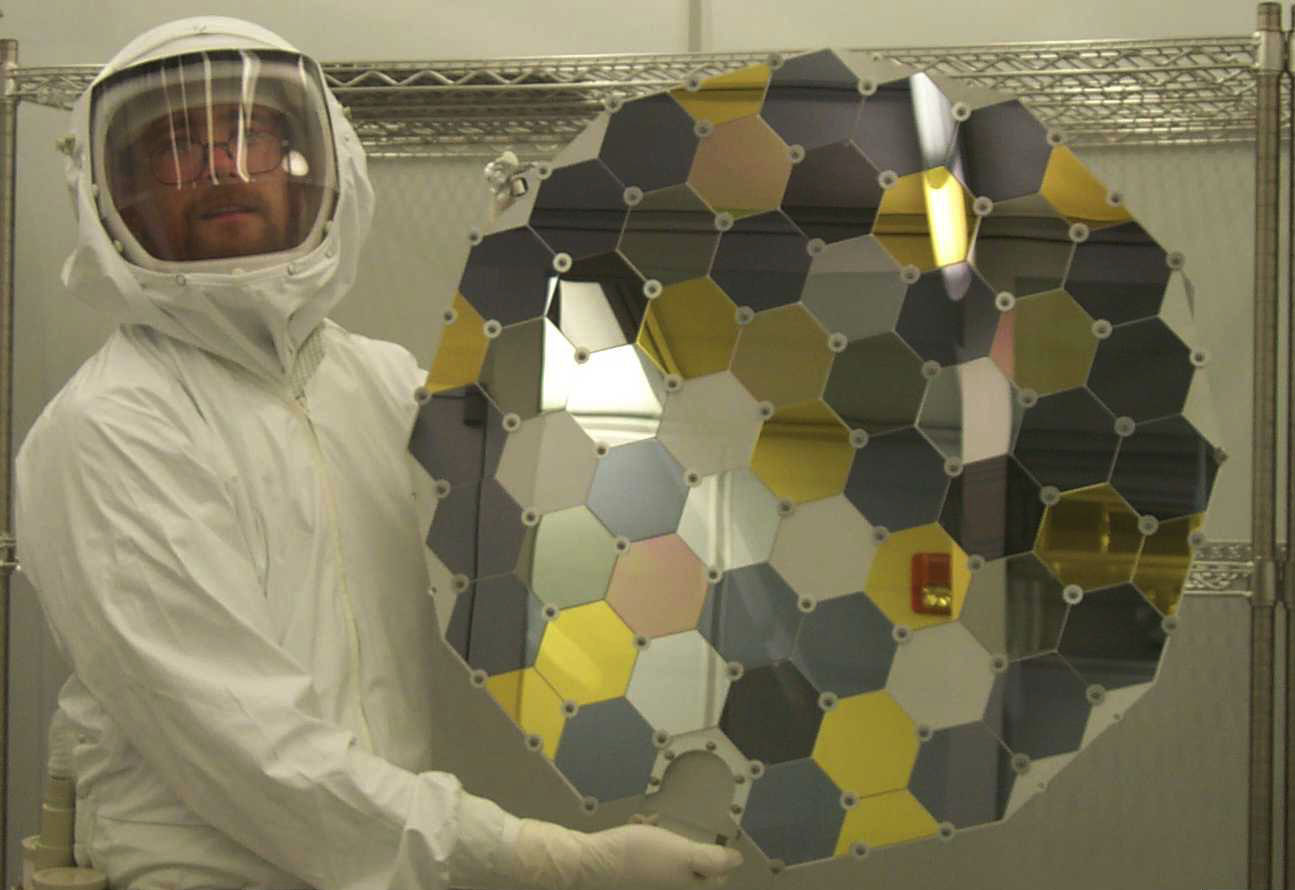
Collecteur de particules de vent solaire de Genesis.
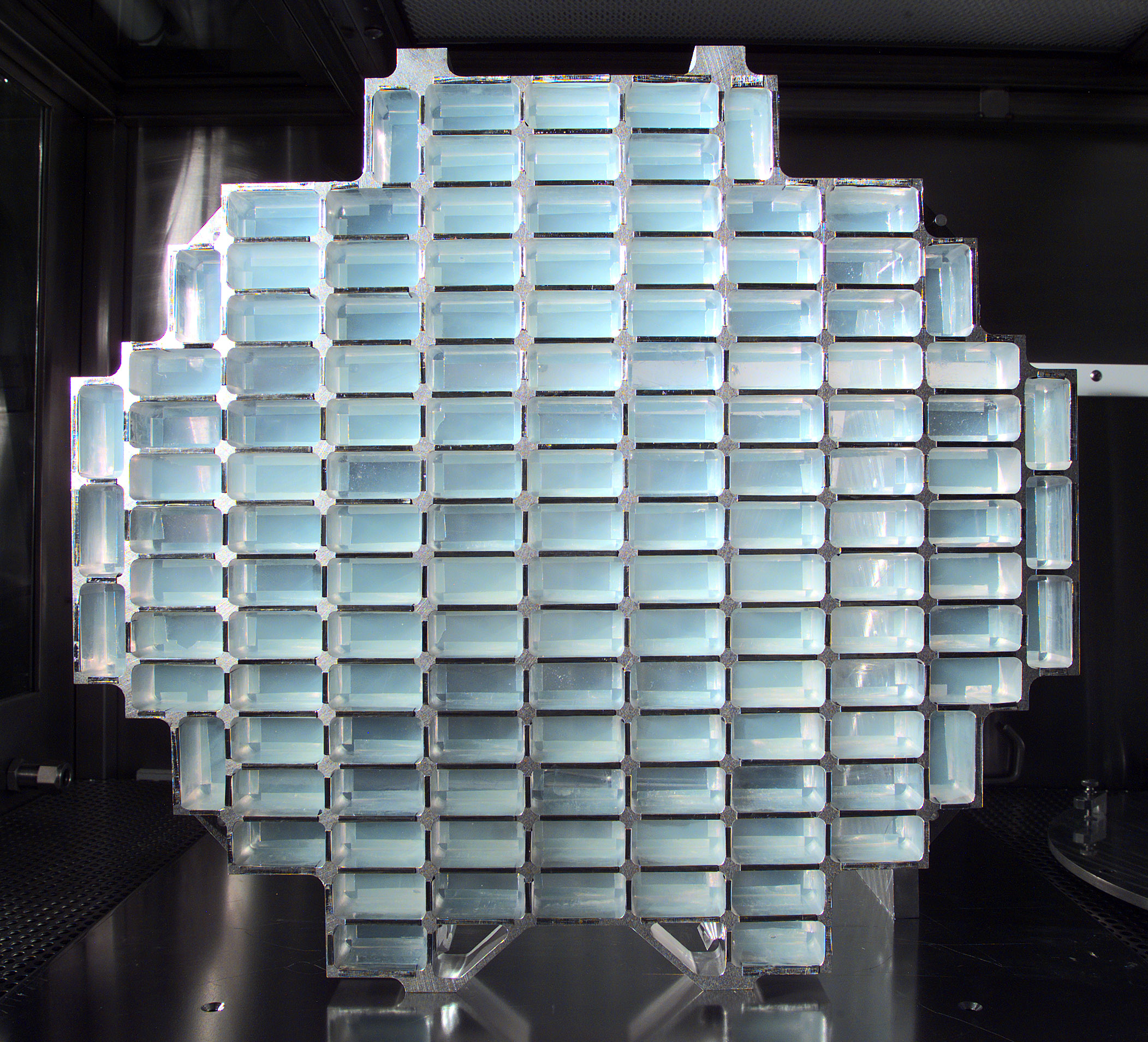
Collecteur de grains de poussière de la queue de comète constitué de blocs d'aérogel embarqués sur Stardust.

## Liste des missions de retour d'échantillon

### Missions passées ou en cours
| Date de lancement | Mission         | Pays / agence spatiale | Type échantillon             | Mode de prélèvement                                              | Échantillon ramené                | Date retour sur Terre | Statut                                                                 |
| ----------------- | --------------- | ---------------------- | ---------------------------- | ---------------------------------------------------------------- | --------------------------------- | --------------------- | ---------------------------------------------------------------------- |
| 14 juin 1969      | Luna 15B        | Union soviétique       | Régolithe lunaire            | Atterrisseur muni d'une pelle                                    |                                   |                       | Échec (au lancement)                                                   |
| 13 juillet 1969   | Luna 15         | Union soviétique       | Régolithe lunaire            | Atterrisseur muni d'une pelle                                    |                                   |                       | Échec (à l'atterrissage sur la Lune)                                   |
| 16 juillet 1969   | Apollo 11       | NASA                   | Roche lunaire / régolithe    | Collecte par l'équipage                                          | 21,55 kg                          | 24 juillet 1969       | Succès                                                                 |
| 23 septembre 1969 | Cosmos 300 (en) | Union soviétique       | Régolithe lunaire            | Atterrisseur muni d'une pelle                                    |                                   |                       | Échec (bloqué en orbite terrestre)                                     |
| 22 octobre 1969   | Cosmos 305 (en) | Union soviétique       | Régolithe lunaire            | Atterrisseur muni d'une pelle                                    |                                   |                       | Échec (bloqué en orbite terrestre)                                     |
| 14 novembre 1969  | Apollo 12       | NASA                   | Roche lunaire / régolithe    | Collecte par l'équipage                                          | 34,4 kg                           | 24 novembre 1969      | Succès                                                                 |
| 6 février 1970    | Luna 16A        | Union soviétique       | Régolithe lunaire            | Atterrisseur muni d'une pelle                                    |                                   |                       | Échec (à l'atterrissage sur la Lune)                                   |
| 11 avril 1970     | Apollo 13       | NASA                   | Roche lunaire / régolithe    | Collecte par l'équipage                                          |                                   | 17 avril 1970         | Échec (pas d'atterrissage sur la Lune mais survie de l'équipage)       |
| 12 septembre 1970 | Luna 16         | Union soviétique       | Régolithe lunaire            | Atterrisseur muni d'une pelle                                    | 101 g                             | 24 septembre 1970     | Succès                                                                 |
| 31 janvier 1971   | Apollo 14       | NASA                   | Roche lunaire / régolithe    | Collecte par l'équipage                                          | 43 kg                             | 9 février 1971        | Succès                                                                 |
| 26 juillet 1971   | Apollo 15       | NASA                   | Roche lunaire / régolithe    | Collecte par l'équipage                                          | 77 kg                             | 7 août 1971           | Succès                                                                 |
| 2 septembre 1971  | Luna 18         | Union soviétique       | Régolithe lunaire            | Atterrisseur muni d'une pelle                                    |                                   |                       | Échec (à l'atterrissage sur la Lune)                                   |
| 16 avril 1972     | Apollo 16       | NASA                   | Roche lunaire / régolithe    | Collecte par l'équipage                                          | 95,8 kg                           | 27 avril 1972         | Succès                                                                 |
| 14 février 1972   | Luna 20         | Union soviétique       | régolithe lunaire            | Atterrisseur muni d'une pelle                                    | 55 g                              | 25 février 1972       | Succès                                                                 |
| 7 décembre 1972   | Apollo 17       | NASA                   | Roche lunaire / régolithe    | Collecte par l'équipage                                          | 110 kg                            | 19 décembre 1972      | Succès                                                                 |
| 28 octobre 1974   | Luna 23         | Union soviétique       | Régolithe lunaire            | Atterrisseur muni d'une pelle                                    |                                   |                       | Échec (la foreuse est endommagée)                                      |
| 16 octobre 1975   | Luna 24A        | Union soviétique       | Régolithe lunaire            | Atterrisseur muni d'une pelle                                    |                                   |                       | Échec (au lancement)                                                   |
| 9 août 1976       | Luna 24         | Union soviétique       | régolithe lunaire            | Atterrisseur muni d'une pelle                                    | 170 g                             | 22 août 1976          | Succès                                                                 |
| 7 février 1999    | Stardust        | NASA                   | Queue de la comète 81P/Wild  | Collecteur avec aérogel                                          |                                   | 15 janvier 2006       | Succès                                                                 |
| 8 août 2001       | Genesis         | NASA                   | Particules de vent solaire   | Collecteurs composés de galettes en matériaux purifiés           | Plus d'un million de particules   | 8 septembre 2004      | Succès partiel (capsule de retour éventrée à l'atterrissage sur Terre) |
| 9 mai 2003        | Hayabusa        | JAXA                   | Astéroïde (25143) Itokawa    | Tir d'un projectile à faible distance et récupération des débris | 1500 grains du sol de l'astéroïde | 13 juin 2010          | Succès partiel (échantillon collecté moins important que prévu)        |
| 8 novembre 2011   | Phobos-Grunt    | Roscosmos              | Sol de Phobos (lune de Mars) | Atterrisseur avec bras manipulateurs                             |                                   |                       | Échec (au lancement)                                                   |
| 3 décembre 2014   | Hayabusa 2      | JAXA                   | Astéroïde (162173) Ryugu     | Tir d'un projectile à faible distance et récupération des débris | 5,4 g                             | 5 décembre 2020       | Succès                                                                 |
| 23 novembre 2020  | Chang'e 5       | CNSA                   | Régolithe lunaire            | Atterrisseur muni d'une pelle et d'une foreuse                   | 1 731 g                           | 16 décembre 2020      | Succès                                                                 |
| 6 septembre 2016  | OSIRIS-REx      | NASA                   | Astéroïde (101955) Bénou     | jet d'azote pour soulever le régolithe                           | 122 g                             | septembre 2023        | Succès (Prolongation de mission)                                       |
| 3 mai 2024        | Chang'e 6       | CNSA                   | Régolithe lunaire            | Atterrisseur muni d'une pelle et d'une foreuse                   |                                   |                       |                                                                        |

### Missions programmées
| Date lancement | Mission                   | Pays / agence spatiale | Type échantillon                         | Modalité collecte                                | Échantillon ramené | Date retour sur Terre | Remarque         |
| -------------- | ------------------------- | ---------------------- | ---------------------------------------- | ------------------------------------------------ | ------------------ | --------------------- | ---------------- |
| 2026           | Martian Moons Exploration | JAXA                   | Sol de Phobos                            | Atterrisseur                                     | > 10 g             | 2031                  | En développement |
| 2025           | Tianwen 2                 | CNSA                   | Astéroïde (469219) Kamoʻoalewa           | Atterrisseur avec bras manipulateurs et foreuse  | > 200 g            | 2026                  | En développement |
| 2030           | Tianwen 3                 | CNSA                   | Roche et sol de Mars                     | Atterrisseur muni d'une pelle et d'une foreuse   | > 500 g            |                       | En développement |
| 2030           | Mars Sample Return        | NASA/ESA               | Sol martien, carottes de diverses roches | Carottages opérés par l'astromobile Perseverance |                    | 2033                  | En développement |

### Missions étudiées
| Date de lancement | Mission  | Agence spatiale | Type échantillon | Mode de prélèvement | Échantillon ramené (objectif)     | Date de retour sur Terre | Statut    |
| ----------------- | -------- | --------------- | ---------------- | ------------------- | --------------------------------- | ------------------------ | --------- |
| ~2028             | Luna 28  | Roscosmos       | Régolite lunaire | Atterrisseur        | 1 kg                              |                          | À l'étude |
| Décennie 2020     | HERACLES | ESA             |                  | Astromobile         | ~15 kg (au moins 10 échantillons) |                          | Annulé    |